# 中国石油学会 (中华人民共和国)
中国石油学会是中华人民共和国石油科技工作者组成的群众性学术团体，是中国科学技术协会主管的社会团体，1978年8月在北京市成立，总部位于西城区六铺炕街6号。